# Districtul Sarandë

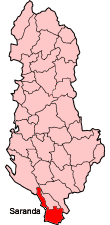
Districtul Sarandë în Albania

Sarandë este un district în Albania.
1. 1 2  GeoNames